# Brion (Vienne)
Brion település Franciaországban, Vienne megyében. Lakosainak száma 221 fő (2022. január 1.). Brion Bouresse, La Ferrière-Airoux, Gençay, Magné, Saint-Laurent-de-Jourdes, Saint-Maurice-la-Clouère és Saint-Secondin községekkel határos.

## Népesség
A település népességének változása:
| Lakosok száma | 251  | 241  | 226  | 222  | 219  | 215  | 218  | 221  |
|               | 2013 | 2015 | 2017 | 2018 | 2019 | 2020 | 2021 | 2022 |